# إميليو مولا
إميليو مولا فيدال (بالإسبانية: Emilio Mola) (بلاسيتاس 9 يونيو 1887 - ألكوسيرو دي مولا 3 يونيو 1937) هو قائد عسكري إسباني لعب دورًا مهما في ديكتاتورية بريمو دي ريفيرا والجمهورية الثانية وهو من قدامى المحاربين في حروب الريف الأفريقية، كان أيضًا زعيمًا (مديرًا) لانقلاب 1936 والذي بعد فشله أدى إلى الحرب الأهلية. بمجرد أن بدأت الحرب برز في توجيه العمليات العسكرية بقيادة الجيش الشمالي خاصة في إقليم الباسك. فكان قائد الجبهة القومية في تلك الحرب. وهو من صاغ مصطلح «الطابور الخامس». وبعد وفاة سانخورخو قاد مولا عمليات الشمال، بينما قاد الجنرال فرانكو الجنوب. في محاولة لأخذ مدريد مع أرتاله الأربعة، أشاد مولا بتعاطف القوميين المحليين باعتبارهم «طابوره الخامس»، وهو أول استخدام لتلك العبارة.
لقد تراجعت شخصيته في التاريخ لأنه كان المخطط الدقيق للانقلاب الفاشل الذي أدى إلى الحرب الأهلية، ولكن ربما أكثر من ذلك بالنسبة لإرشاداته السرية الشهيرة، التي أسس فيها أساليب القمع الموجهة لجميع الأعضاء المتعاطفين مع الجبهة الشعبية التي تم تطبيقها بعد ذلك مع سوء نتائجها النهائية. توفي في حادث تحطم طائرة في طقس سيئ تاركا فرانكو وحيدا يقود القوات المتمردة في المعارك. فكان موته العرضي دائمًا موضوعًا للمناقشات والتكهنات حول الدور المحتمل الذي لعبه فرانكو الذي استفاد بالتأكيد من موته، ولكن لا يوجد ما يثبت ذلك.

## السيرة الذاتية

### السنوات الأولى
ولد مولا في 9 يوليو 1887 في كوبا حيث كان إقليماً إسبانياً، ووالده إميليو مولا لوبيز قائد في الحرس المدني وتزوج من كوبونا رامونا فيدال، ابنة مهاجر كتالوني كوبي. فبعد كارثة إسبانيا 1898 عادت الأسرة إلى إسبانيا. في 28 أغسطس 1904 دخل مولا أكاديمية طليطلة للمشاة، وبالتالي بدأت حياته العسكرية.

### حروب الريف
بعد تخرجه ملازم في 1907، تم تعيينه في فوج المشاة الستين بايلين وخدم لاحقًا في حرب مليلية في فوج المشاة في مليلية، حيث حصل على الميدالية العسكرية الفردية لحملة 1909 وأصبحت له سلطة في الشؤون العسكرية. ومع اندلاع حروب الريف في 1 أغسطس 1911 أصبح ضابطًا في قوات الأهالي النظامية حيث وزع في سهل زايو. في مايو 1912 وأصيب بجروح خطيرة في الفخذ الأيمن، الذي حصل على ترقيته الأولى إلى نقيب في مزايا الحرب.
وبعد معافاتهإرسل إلى فوج المشاة سيرينولا، فحارب في منطقة تطوان، حيث نال ترقيته الثانية مقدم بسبب مزايا الحرب. وفي 1915 تم تكليفه بكتيبة في برشلونة، وبعد عامين ونصف العام مر عبر مدريد ثم سبتة كقاضي في القيادة العامة. في قيادة مجموعة قوات نظامية سبتة، شارك في معارك مختلفة في أكتوبر 1919 و 1920: مليلية واد راس والقصر الصغير إلخ. وفي يونيو 1921 تمت ترقيته إلى رتبة مقدم وتم تعيينه في فوج المشاة الأندلسيا في سانتاندر. بعد ذلك بثلاثة أشهر أستدعي لملء الشاغر برئاسة قوات مليلية النظامية، حيث عاد للمشاركة في العمليات العسكرية الهامة، مثل دار أكوبا وذلك بفضل إخلاء منطقة العرائش. تمت ترقية مولا من خلال ميزة الحرب إلى العقيد ووصل إلى قيادة فوج المشاة في مليلية رقم 59 والذي شارك معه في إنزال الحسيمة. وفي 1927 في سن الأربعين تمت ترقيته إلى عميد وتولى القيادة العامة للعرائش.

### المديرية العامة للأمن
عُيّن مولا مديراً عاماً للأمن في 13 فبراير 1930، وهو منصب سياسي جعلته أفكاره المحافظة لا تحظى بشعبية كبيرة من المعارضة الاشتراكية والجمهورية. كان إعادة تنظيم الشرطة الحكومية أحد أهم مهامه. وفقًا للمرسوم الملكي الصادر في 25 نوفمبر 1930، تمت الموافقة على لائحة جديدة للشرطة. بموجب هذا المرسوم وضعت الشرطة الحكومية نفسها تحت القيادة المباشرة والوحيدة لمدير الأمن العام (تابع لوزير الداخلية). تألفت الشرطة من هيئتين: فيلق المراقبة وفيلق الأمن (منها تأسس حرس الاقتحام لاحقا) وكلاهما كان ذا طابع مدني. ومع ذلك كان فيلق الأمن تحكمه اللوائح العسكرية وخضعت مكوناته لقانون القضاء العسكري.
فقبل اندلاع انتفاضة خاكا، التي حاول الجمهوريون الإسبان في 1930 عن طريقها إعلان الجمهورية الإسبانية الثانية، خاطب رفيقه فيرمن غالان بقصد ثنيه عن محاولته الانقلابية. لكن الانتفاضة اندلعت، ثم انتهت بفشل مدوي: فقد أعدم القبطان غالان وهيرنانديز رميا بالرصاص. وانتهى الأمر بالزعماء الجمهوريين الرئيسيين في السجن. إن نشاط الشرطة تحت قيادة مولا ضد المحاولة الجمهورية ستتركه مشبوها أمام الحركات الجمهورية والطلابية المعارضة للنظام الملكي.

### الجمهورية الثانية
بعد إعلان الجمهورية في 14 أبريل 1931. تضرر ماضيه السابق مع الحكومة الجمهورية الجديدة، التي أوقفته فورًا من منصبه. وبعد الانتفاضة الفاشلة للجنرال سانخورخو سنة 1932 - وعلى الرغم من أنه لم يشارك فيها - قامت حكومة مانويل أثانيا وتابعت إيقافها التالي. وهو ايقاف الراتب وما نتج عنه من مشاكل اقتصادية جعلته يصنع الألعاب ويكتب في وسائل الإعلام المختلفة للحصول على بعض المال.
في مايو 1934 تم العفو عن مولا وعاد إلى الجيش، وتعاون في هيئة الأركان العامة للجيش مع الجنرال فرانسيسكو فرانكو وآخرين. وفي أغسطس 1935 تم تعيينه رئيسًا عامًا للجزء الشرقي للمغرب الإسباني ومقرها في مليلية. وفي نهاية العام نفسه وصل إلى مقر القوات العسكرية المغربية المتمركزة في تطوان (عاصمة المحمية المغربية). بعد وصول حكومة الجبهة الشعبية إلى السلطة في فبراير 1936، تم نقل العديد من القادة العسكريين لمحاولة تفكيك المؤامرة العسكرية الناشئة. تم تعيين مولا حاكمًا عسكريًا لبامبلونا، لأن عاصمة نافارا اعتبرت مكانًا بعيدًا حيث سيبقى على هامش الشؤون السياسية.

#### المؤامرة العسكرية

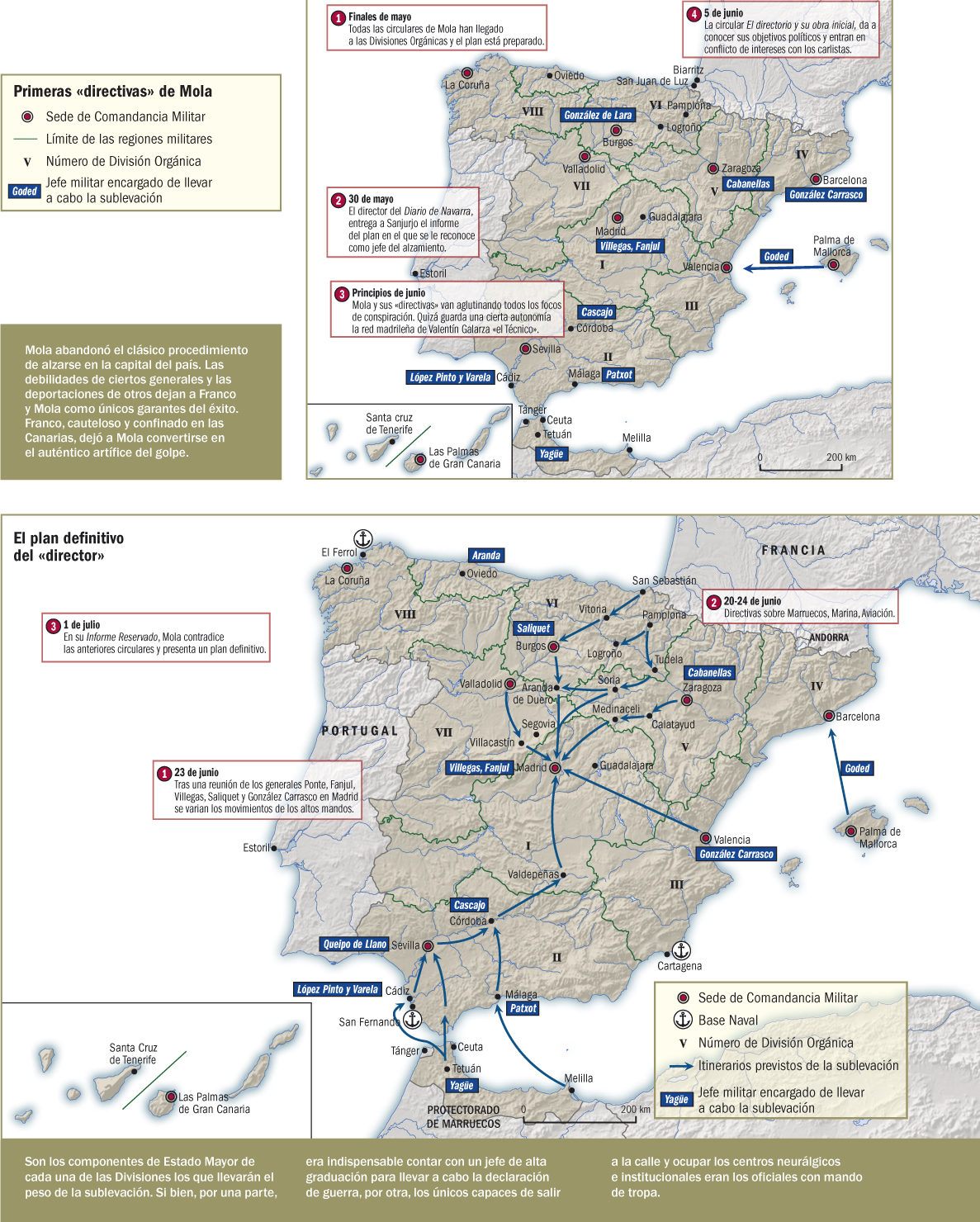
خرائط تمثل الخطط التي حددها مولا لتوزيع الانقلابين الذين سيسقطون الجمهورية الثانية.

سرعان ماانضم مولا إلى مجموعة الضباط الذين خططوا لانقلاب لإسقاط الجمهورية الثانية. وهكذا أدى تغيير الوجهة إلى قيام العديد من الضباط رفيعي المستوى بعقد اجتماع في مدريد أوائل مارس شارك فيه الجنرالان فرانسيسكو فرانكو وإميليو مولا وآخرين. وبعد فشل محاولة انقلاب في مدريد منتصف أبريل من الجنرالان رودريغيز ديل باريو وفاريلا، تولى مولا قيادة حركة عسكرية بهدف الإطاحة بحكومة الجبهة الشعبية نهاية ذلك الشهر. في أول التوجيهات سلط الضوء على الطابع العسكري الحصري للانقلاب. في التوجيه الثاني بتاريخ 25 مايو 1936 حددت مدريد بأنها الهدف الفعلي. الخطة الموضوعة ذات طبيعة مركزية (على عكس الخطط السابقة للمجلس العام، والتي كانت ذات طبيعة لامركزية). وستقوم كلا من حاميات فالنسيا وسرقسطة وبورغوس وبلد الوليد بمهاجمة مدريد. وفي 1 يوليو أغلقت آخر المبادئ التوجيهية. واكتملت الخطة الفعلية وتم الاتفاق على موعد 19 يوليو عند الفجر.
دخل الكارليون في مفاوضات صعبة ومتوترة مع مولا في مايو. كانت العوائق الرئيسية هي شكل النظام الذي يحكم بعد الانقلاب العسكري والعلم الذي سيحمله المتمردون، حيث خطط مولا ألا تتغير الألوان الجمهورية، في حين طالب الكارليون بعودة اللون الملكي. حول النقطة الأولى رفض الكارليون صراحة قبول ديكتاتورية عسكرية جمهورية اقترحها مولا في تعميمه في 5 يونيو وطلبوا أن يحتوي النظام الجديد مع عقيدة الكارلية التقليدية الكاثوليكية، أي قمع جميع الأحزاب السياسية وتشكيل حكومة غير ديمقراطية برئاسة سانخورخو. على الرغم من حقيقة أن مولا نفسه كان على علم بأن مشاركة الريجيتا النافاريين والباسكيين كانت ضرورية لنجاح الانقلاب في نافارا، إلا أنه وصف طلبات الكارليين بأنها غير مقبولة في تقريره الذي أرسله في 1 يوليو. وفي الوثيقة المذكورة قال مولا نفسه إن "الحماس للقضية لم يصل بعد إلى الدرجة المطلوبة من التمجيد" وأشار إلى أن "الاتفاق مع قوة وطنية مهمة للغاية لا غنى عنها للعمل في بعض المقاطعات على وشك الانتهاء، وهو ما الذي كان إشارة واضحة إلى الكارليين. حاول سانخورخو وهو من نافارا مهد الكارلية، من منفاه البرتغال التوسط في المفاوضات بين مولا والكارليين، حتى إرسال رسالة إلى الجنرال الذي رفضها واعتبرها غير صحيحة.
ظهرت القطيعة بين مولا وكارليين في 9 يوليو بعد انهيار المحادثات مع الكونت مانويل فال كوندي زعيم الكارليين. وأدى هذا إلى إلغاء خطة الانتفاضة التي كان من المقرر إجراؤها في 12 يوليو في بامبلونا. عندما كان الوضع في نقطة اللاعودة، اتصل القائد العام السابق للكارليين رئيس كارليي نافارا الكونت روديزنو بمولا وأوصى بأن يتفاوض مباشرة مع العناصر النافارية بغض النظر عن قيادتهم الوطنية، وهم مستعدين للثورة ومتجاهلين أوامر فال كوندي وأخبروه بذلك في 12 يوليو. ولكن اغتيال كالفو سوتيلو على يد لويس كوينكا الحارس الشخصي لإنداليسيو برييتو في 13 يوليو عجل الأحداث ووافق الكارليون على تأجيل المناقشة حول وضع النظام الجديد وتركوها في أيدي الجنرال سانخورخو.
في 16 يوليو في دير إيراش التقى مولا برئيسه الجنرال دومينغو باتيت وسأله مباشرة عما إذا كان له علاقة بالانتفاضة الوشيكة، بل وطلب منه كلمة شرف التي قالها أنه لن يشارك فيها، فما قاله مولا في الواقع هو: «ما أؤكد لكم أنني لن أذهب في أي مغامرة.» اقتنع باتيت بأن مولا لن يثور، وأبلغ الحكومة بذلك. وأرسل مولا تحت الاسم المستعار «مدير» تعليمات سرية إلى الوحدات المشاركة في الانتفاضة، بعد عدة تأخيرات باختيار يوم 18 يوليو 1936 لبدء الانقلاب. على الرغم من نجاح التمرد في المحمية المغربية وإعلان حالة الحرب في أرخبيل الكناري انتظر مولا حتى 19 يوليو للانتفاضة في نافارا، حيث سيحصل على الدعم من الكارليين.

### الحرب الأهلية الإسبانية

#### فشل الانقلاب

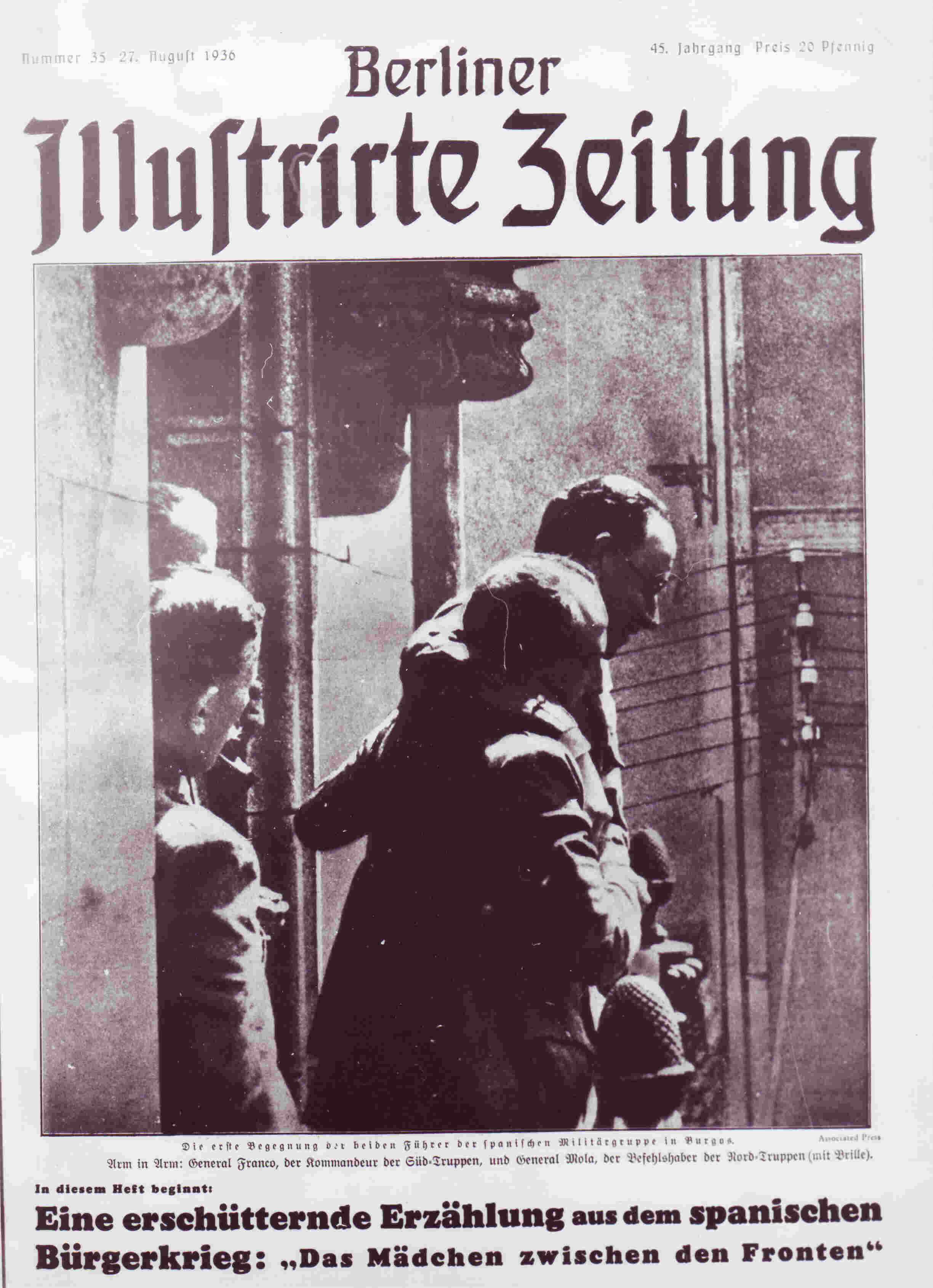
مولا يحضن الجنرال فرانكو في ظهور في برغش في 27 أغسطس 1936، جمعته الصحيفة الألمانية Berliner Illustrierte Zeitung. مولا من اليمين.

كان من المتوقع أن يحظى الانقلاب في نافارا بدعم شعبي كبير، لذلك فلن يكون هناك معارضة. إلا أن قائد الحرس المدني في نافارا خوسيه رودريغيز ميديل كان معارضا للانتفاضة منذ البداية. اتصل به مولا على الهاتف ووجد أنه مخلص للحكومة. عندما درب ميدل رجاله في الثكنات، وجد أنهم ليسوا إلى جانبه بل إلى جانب مولا. حاول الفرار ولكن قتله إطلاق نار طائش. في ليلة 18 إلى 19 يوليو، طلب دييغو مارتينيز باريو (رئيس الوزراء لبضع ساعات) خلال محادثة هاتفية من مولا التمسك بأكثر الانضباط صرامة لتجنب فظائع الحرب التي بدأت في اطلاق عنانها، حتى عرض عليه وزارة الحرب في حكومة ذات تركيز عسكري. لم يوافق مولا بحجة أنه فات الأوان ولن يتمكن من العودة. في 19 يوليو 1936 عندما بدأ الانقلاب أعطى مولا تعليمات أخرى:
في 18 يوليو اعتقل الجنرال باتيت من قبل مرؤوسيه لعدم امتثاله لطلب العقيد مورينو كالديرون رئيس أركانه، وهي قيادة انتفاضة إدارته العسكرية. وأصبح مولا رئيسا للمنطقة السادسة، التي تضم مقاطعات سانتاندر وبورغوس وبلنسية ولوغرونيو وألافا وبيسكاي غيبوثكوا ونافارا تحت ولايته العسكرية. لكن الانقلاب فشل في هدفه للسيطرة على معظم إسبانيا. على الرغم من دعم جزء كبير من الجيش له، فتطور الوضع بسرعة إلى حرب أهلية، فانقسمت إسبانيا إلى منطقتين: مناطق ظلت مخلصة لحكومة الجمهورية وتلك التي ثارت ضدها. كان مولا أكبر قائد للمنطقة الشمالية (التي امتدت عبر كاستيا لا فيخا وقصرش وغاليسيا وأوفييدو وألافا ونافارا ومعظم أراغون. وفوق كل ذلك قتل الجنرال سانخورخو في حادث تحطم طائرة في 20 يوليو، عندما حاول الإقلاع من إستوريل (البرتغال) لتولي قيادة الانتفاضة، وبدا واضحا أن الانقلاب قد فشل، فالرئيس الذي كان عليه الأمل قد رحل تاركا فراغًا كبيرًا في الجيش.
بعد وفاة سانخورخو في البرتغال، تم تعيين فرانسيسكو فرانكو رئيسًا للجيش الأفريقي الوحدة العسكرية التي كان لدى المتمردين أفضل فرصة لكسر الوضع الراهن الذي تم الوصول إليه. بعد أيام قليلة من بداية الحرب ظل مولا بصفته المدير السابق للانتفاضة الفاشلة، القائد الأعلى للمنطقة الشمالية الثائرة وجميع القوات العسكرية. فتجمعت قوات الانقلابية في المنطقة الشمالية حول قيادة مولا، فتم تعيينه قائدا عاما لجيش الشمال المتمرد الجديد. من جانبه تمكن فرانكو من كسر الحصار المفروض عليه في مضيق جبل طارق، ووصل في حملة سريعة للغاية إلى ضواحي مدريد. في 1 أكتوبر بسبب شعبيته الأخيرة ونجاحاته العسكرية، تمت ترقيته من قبل زملائه من مجلس الدفاع الوطني إلى منصب رأس الدولة والقائد العام (بالإسبانية: generalissimo) لعمليات الجيش. من المؤكد أن القيادة العسكرية والسياسية للانتفاضة خرجت عن سيطرة مولا.

#### القتال في سييرا دي مدريد
على الرغم من فشل التمرد العسكري في مدريد وبرشلونة وأماكن أخرى، إلا أن مولا مضى إلى ماكان مخططا له. كما هو متوقع في خططهم يجب أن تجتمع جميع القوات المتمردة حول مدريد، لذلك سرعان مااتجهت الوحدات التي تعتمد على التقسيمات منطقتي السادس والسابع جنوبًا. ولكن اكتشفت هيئة الأركان العامة في مدريد تحركات القوات الشمالية مقتربة من مدريد في 20 يوليو. فبدأ العقيد خوسيه جيستاو مع رتله من بورغوس يخسر مواقعه في سوموسيرا فأمر مولا العقيد غارسيا إسكاميز أن يرسل رتله إلى مواقع جيستاو عبر أتينثا لمساعدته. فالأرتال أو الطوابير الثلاثة التي تقدمت إلى الجبال من الشمال كانت أمل مولا الوحيد. أصيبت فرقة المنطقة الخامسة في أراغون بقيادة الجنرال كابانياس بالشلل للدفاع عن مواقع أراضيها دون أن تكون قادرة على تقديم أي مساعدة لمولا.
بين 21 و 23 يوليو احتلت أرتال الحكومة المدججة بالسلاح الممرات التي تطل على العاصمة، بعد طردها لطوابير الفلانخيين والكارلية والملكيين الذين قدموا من مدريد قبل أيام لحماية تلك الممرات حتى وصول أرتال مولا. وعزز وضع الحكومة مع وصول الميليشيات بقيادة فالنتين غونزاليس (المعروف باسم "El Campesino") بالمدفعية. في الرابع والعشرين وصل طابور من ثلاث كتائب غارسيا إسكاميز إلى منفذ غواداراما، وبالمباغتة استولوا على مرتفعات سيبوليرا وغارغانتونز، مما أدى إلى هروب المدافعين. قرر وكيل وزارة الحرب المعين حديثًا الجنرال كارلوس برنال زيادة القوات في المنطقة ونشرها عند سفح الممر بجوار بيتراجو. فيما واصلت قوات إسكاميز الهجوم باستخدام طريق بورغوس السريع كمحور رئيسي للهجوم حتى توقف التقدم في سد خزان بوينتس فيجاس. وفي مكان آخر من الجبال، في ممر غواداراما برز فوج السكك الحديدية بزعامة العقيد كاستيو، ومعه إنريكي ليستر في قيادة رجال الميليشيات وقائد القوات النظامية خوان موديستو. وفي 22 يوليو وصل طابور من بلد الوليد بقيادة العقيد سيرادور إلى سان رافائيل وعززت القوات الموجودة بالفعل في المنطقة. وبتلك القوات توج العقيد سيرادور الممر. وبتاريخ 24 من الشهر حاول ليستر وموديستو استعادة تلك المواقع من المتمردين ولكنهم فشلوا.
وبالنهاية أصبح الوضع في 27 يوليو في طريق مسدود. كاشفا أن خطة مولا الأولية بغزو مدريد من الشمال لايمكن نجاحها بالكامل، وقد كانت أمل المدير الوحيد في ذلك الوقت. مما جعل جيش إفريقيا هو الأمل التالي في غزو العاصمة الإسبانية.

#### الطابور الخامس
وفي خريف 1936 تقدمت القوات المتمردة بقوة نحو مدريد، وبدا أن العاصمة ستسقط بالفعل. وفي خطاب إذاعي عند الإشارة إلى تقدم القوات المتمردة في الحرب الأهلية الإسبانية نحو مدريد، ذكر الجنرال أن تحت قيادته أربعة طوابير (أرتال) متجهة نحو العاصمة (من طليطلة، وعلى طريق إكستريمادورا السريع، والموجودة في سييرا وسيجوينزا) كان هناك طابور خامس مكون من أنصار الانقلاب الذين يعملون سرا في العاصمة من أجل انتصار المتمردين. وذكر كتاب آخرين مثل ميخائيل كولتسوف المراسل لصحيفة برافدا اليومية ومبعوث ستالين الشخصي إلى إسبانيا، بأن الجنرال خوسيه إنريكي فاريلا هو الذي نطق بعبارة الطابور الخامس. إلا أن الحكومة الجمهورية شرعت في تنفيذ الإعدام الجماعي لما يصل إلى 2000 من المدنيين والعسكريين المشتبه بهم من المؤيدين للقوميين. ما عُرف لاحقًا باسم مذبحة باراكويوس لسحق أي طابور خامس محتمل.
وأصبح هذا التعبير جزءًا من المفردات العسكرية واستخدم منذ ذلك الحين في المواجهات الحربية لتعيين قطاع من السكان وخصوصا الأقليات التي تحافظ على ولاءات مفترضة تجاه جانب العدو لأسباب دينية أو اقتصادية أو أيديولوجية أو عرقية.

#### قيادة الجيش الشمالي
منذ الأيام الأولى للحرب كان مولا مسؤولاً عن توجيه العمليات العسكرية ضد الطرف الشمالي الذي ظلت مخلصا للجمهورية. وفي محاولة للسيطرة على غيبوثكوا، وبالذات معبر إرون الحدودي الذي أبقى هذا منطقة على اتصال مع فرنسا (من شراء أسلحة وإمدادات). وفي بداية سبتمبر تمكن من غزو إرون والوصول إلى الحدود، مادًا سيطرته على جميع غيبوثكوا أوائل خريف 1936، لكن مقاومة الباسك والجمهوريين منعته من دخول بيسكاي. كان عليه أن يقوم ببعض المحاولات. فالجيش الشمالي الجديد تحت أوامر مولا قد بسط سلطته العسكرية على كامل قطاع كانتابريا على الرغم من أن مقره الرئيسي كان في بامبلونا.
ومع ذلك كان الهدف الرئيسي هو غزو بيسكاي ومدينة بلباو عاصمة الجمهوريين الشمالية. فشن الهجوم الكبير في 31 مارس: فجرى قصف مدفعي وجوي مكثف جيد التنسيق، ثم تقدم العقيد ألونسو فيغا إلى يمين الجبهة لغزو جبال ماروتو وألبرتيا وجاريندو. ففي شمال فياريال بوسط الجبهة جرى قتال عنيف في محيط أوكستانديو. استمرت المعارك العنيفة حول هذه المدينة حتى 4 أبريل في مواجهة المقاومة القاسية وغير المتوقعة التي قدمها الباسك، قرر مولا وقف العمليات مستغلاً الطقس السيئ وإعادة تنظيم قواته، ولكن هذا الإجراء لم يعجب الجنرال فون شبيرل الذي اشتكى منه. وفي 20 أبريل بدأ القوميين بالتقدم في بسكاي. عندما توقفت نيران المدفعية والقصف الجوي، بدأ الباسك في الخروج من خنادقهم الظاهرة التي لجأوا إليها، فسمعوا مدافع النافاريين الرشاشة مع هتاف:«نحن محميون!!» فانسحب العديد من المدافعين بشكل غير منظم، كما كان سيحدث في أوكستانديو. كان هناك مناخ من التشاؤم (في ذلك الوقت بدا أن انهيار الجبهة لايمكن إيقافه وأن الأمر مسألة أيام قبل وصول مولا إلى بلباو، على الرغم من أن الوضع تغير لاحقًا) والذعر بشأن ماقيل بأنه هزيمة شاملة.
كان على القوات المنسحبة من الجبهة عبور غرنيكا للوصول إلى مواقع الحزام الحديدي. ومدينة غيرنيكا هي العاصمة الثقافية والتاريخية للباسك. قبل الهجوم كان عدد سكانها حوالي 7,000 شخص، ويضاف إليها عدد كبير من القوات، الذين انسحبوا إليها استعدادا للدفاع عن بلباو، وكذلك اللاجئين الفارين من تقدم القوات المتمردة. في ذلك الوقت لم يكن عندها دفاعات مضادة للطيران، على الرغم من أن لديها ثلاثة مصانع أسلحة، أحداها يصنع قنابل طائرات. بدأ الهجوم في الساعة 4:30 بعد ظهر 26 أبريل 1937، وعلى الرغم من أنه قيل لاحقًا كان الهدف من العملية هو تفجير بسيط للجسر، ولكن الحقيقة هي أن كلا من الجسر ومصنع الأسلحة الواقعين على مشارف البلدة كانا على حالهما. فقد كان الهجوم على المدينة مدمرا: أسقطت القاذفات أعداد كبيرة من القنابل المتوسطة 250 كجم والخفيفة 50 كجم وأكثر من ثلاثة آلاف 1 كجم من مقذوفات الألمنيوم الحارقة على المدينة الحضرية. في هذه الأثناء كان طيارو هاينكل هي 51 يطلقون النار في مستوى منخفض على القوات الفارة. تسبب الهجوم في شجب دولي كبير، وكذلك عزز من موقف المقاومة الباسكية. كان مولا مستاء من الهجوم، وعلى الرغم من أن هذا كان من عمل الألمان والإيطاليين، إلا أن درجة معرفته في القصف لم يتم تحديده بالكامل.
استمر تقدم المتمردين على الرغم من ثبات مقاومة الباسك. في غضون ذلك كان الطقس السيئ يؤخر عمليات مولا ضد بلباو. بحلول منتصف مايو تراجعت قوات الباسك إلى ارتفاع الحزام الحديدي تقريبًا، مع استمرار القصف وإطلاق فيلق الكندور قنابل حارقة على الغابات لإجبار الجنود الجمهوريين على الانسحاب.

### حادثة مقتل مولا

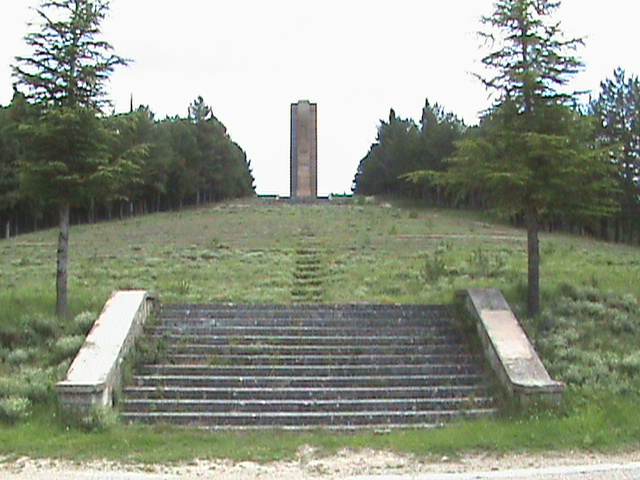
النصب التذكاري في ألكوسيرو دي مولا.

توفي مولا، يوم 3 يونيو 1937، عندما تحطمت الطائرة ايرسبيد إينفوي ذات المحركين التي كان يستقلها على تلة في بلدة ألكوسيرو بورغوس خلال عاصفة قوية. كان سبب الرحلة هو الهجوم الجمهوري على لا جرانجا، الذي أثار جزع مولا ولهذا السبب أصر على الانتقال من فيتوريا إلى بلد الوليد للإشراف على العمليات القريبة من الحبهة. من يوم وفاته نشأت شائعات حول وفاته، تظهر بوضوح رغبة فرانكو في القضاء على المدير السابق كمنافس. ومع ذلك فإن مولا استخدم تلك الطائرة بشكل متكرر لتنفيذ تحركاته، بالإضافة إلى أنه لا يوجد دليل على حدوث تخريب.
والحقيقة هي أن وفاة سانخورخو وغوديد ومولا تركا فرانكو وحيدا ومتزعما الجيش الانقلابي. وخلفه الجنرال دافيلا، رئيس المجلس الفني للدولة رئيسا للجيش الشمالي. بالنسبة للكارليين، كان موت مولا ضربة أخلاقية خطيرة لأنه على الرغم من الخلافات الأولية بينه وبينهم خلال الحرب، إلا أن رابطة قوية من التعاون أقيمت بينهما. سقطت بيلباو أخيرًا في 19 يونيو، لكن مولا لم يتمكن من رؤية أحد أهدافه منذ اندلاع الحرب.
دفن في مقبرة بامبلونا سنة 1937، ثم في سنة 1961 نقلت رفاته إلى النصب التذكاري للضحايا الذي بني في هذه المدينة. في ألكوسيرو أقيم نصب تذكاري في ذاكرته وتمت إعادة تسمية القرية بإسمه ألكوسيرو دي مولا. ونال بعد وفاته في سنة 1948 على لقب دوق مولا مع عظمة إسبانيا. وفي نهاية أغسطس 2016 قررت مدينة بامبلونا استخراج رفات الجنرالات مولا وسانخورخو الذين كانوا في سرداب النصب التذكاري للضحايا في عاصمة نافارا. وفي 24 أكتوبر 2016 تم استخراج رفاتهم من السرداب حيث أحرقت لاحقًا.

## روابط خارجية
- إميليو مولا على موقع الموسوعة البريطانية (الإنجليزية)

## قائمة المراجع
- Jackson، Gabriel (2005). La República Española y la Guerra Civil. RBA Coleccionables. ISBN 84-473-3633-6.
- Thomas، Hugh (1976). La Guerra Civil Española. Barcelona: Grijalbo. ISBN:84-253-2767-9.
- Vigón, Juan  [لغات أخرى]‏ (1957). General Mola: el conspirador. Barcelona: AHR.{{استشهاد بكتاب}}:  صيانة الاستشهاد: أسماء عددية: قائمة المؤلفين (link) صيانة الاستشهاد: أسماء متعددة: قائمة المؤلفين (link) صيانة الاستشهاد: علامات ترقيم زائدة (link)
- Molina Franco، Lucas. "Emilio Mola". Historia de Iberia Vieja ع. 21: 26-31. {{استشهاد بدورية محكمة}}: الاستشهاد بدورية محكمة يطلب |دورية محكمة= (مساعدة)
- Goñi Miguel، Fermín Javier (2005). El hombre de la Leica. Espasa Calpe. ISBN:978-84-670-1958-2.